# Йенидже (дем Абдера)
Вижте пояснителната страница за други значения на Йенидже.
Йенидже, още Енидже или Йенидже Карасу (на гръцки: Γενισέα, Йенисеа), е село в Западна Тракия, Гърция в дем Абдера, административна област Източна Македония и Тракия.

## География
Йенидже е разположено в центъра на Ксантийското поле.

## История
През османско време село Йенидже е било център на нахия Йенидже Кара Су. Църквата в селото е изградена от Китан Петров. Александър Синве („Les Grecs de l’Empire Ottoman. Etude Statistique et Ethnographique“), който се основава на гръцки данни, в 1878 година пише, че в Йенидже (Yénidjé) живеят 1500 гърци.
Христо Караманджуков пише:
| „ | Голямата планинска част от околията се населяваше от българомохамедани и българохристияни и отчасти много малко турци. Полската част, същинското Енидженско поле, бе населено изключително с турци. Всред тях, кацнали като оазиси, стояха гръцките села Коюнкьой и Булустра. Малка част гърци, всъщност цинцари, населяваха с. Енидже, някогашния център в Енидженското поле, който после се премести в Ксанти. | “ |